# کرم ییلمازر
کرم ییلمازر (ترکی استانبولی: Kerem Yılmazer; ۲ فوریهٔ ۱۹۴۵ – ۲۰ نوامبر ۲۰۰۳) هنرپیشه، خواننده اهل ترکیه بود. وی بین سال‌های ۱۹۸۸ تا ۲۰۰۳ میلادی فعالیت می‌کرد.
از فیلم‌ها یا برنامه‌های تلویزیونی که وی در آن نقش داشته‌است می‌توان به عروس اشاره کرد.